# Glottiphyllum regium
Glottiphyllum regium är en isörtsväxtart som beskrevs av Nicholas Edward Brown. Glottiphyllum regium ingår i släktet Glottiphyllum och familjen isörtsväxter. Inga underarter finns listade i Catalogue of Life.

## Bildgalleri

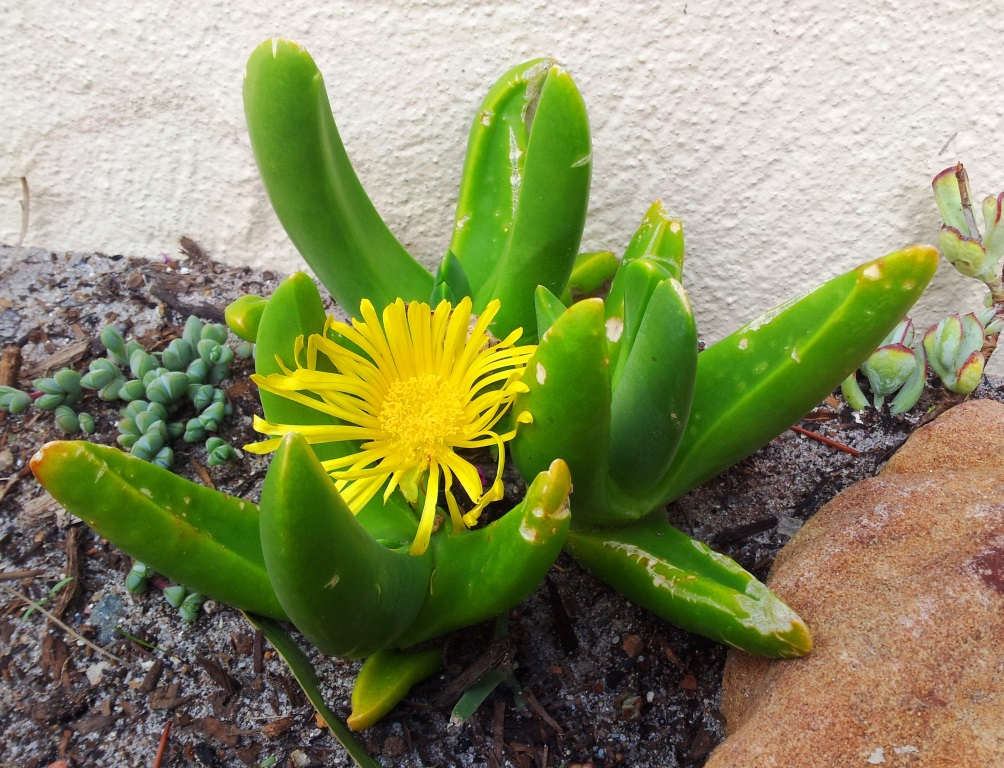
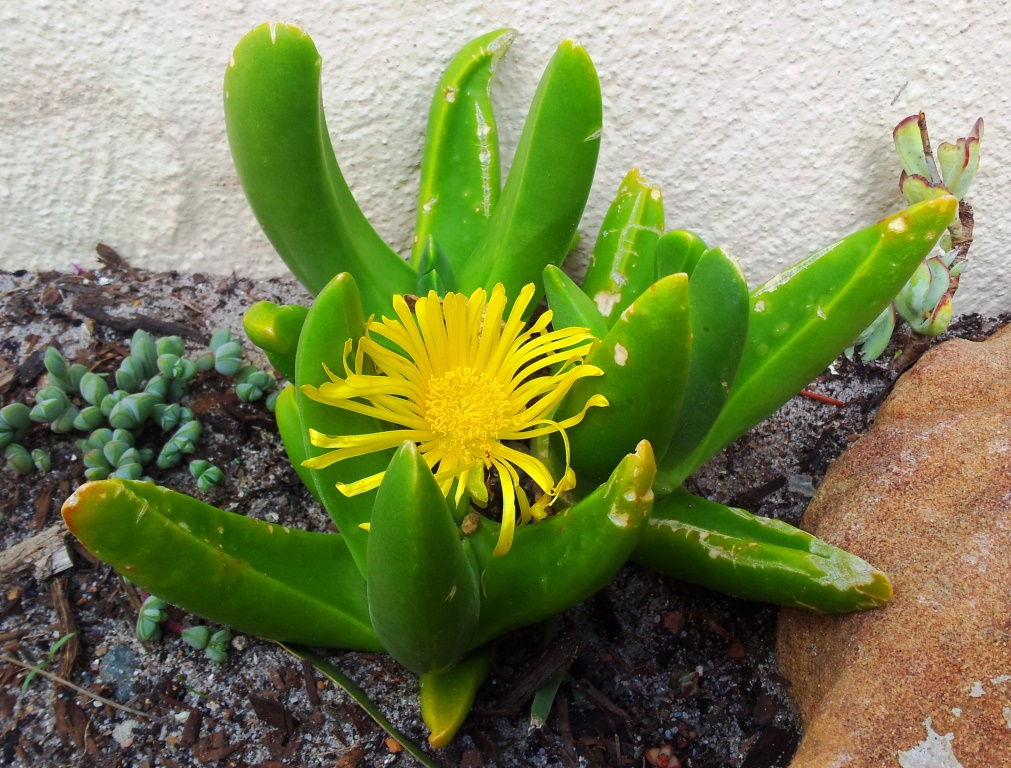